# Juan Diéguez Olaverri
Juan Diéguez Olaverri (Huehuetenango, 26 de novembro de 1813 - Cidade da Guatemala, 28 de junho de 1866) foi um poeta guatemalteco. Sua obra é composta por 54 poemas originais.

## Vida
Estudou no Colégio Seminário e, posteriormente, ingressou na Universidade de San Carlos e na Academia de Estudos, onde obteve seu diploma em Direito, em 1836. Seus pais foram o advogado e escritor Dom José Domingo Diéguez, cuja qualidade foi imortalizada na declaração de independência do Reino da Guatemala, em 1821, e Dona María Josefa de Olaverri y Lara. Foi nomeado juiz de primeira instância no Departamento de Sacatepéquez e, em 1844, ocupou o mesmo cargo na capital do país.
Foi exilado para o México pelo governo de Rafael Carrera, que queria matar um grupo de jovens, dentre os quais, os irmãos Olaverri. Sentindo neste exílio grande amor por sua pátria, escreveu seu mais famoso poema, "A los Cuchumatanes", onde evoca a seu país e as mais belas paisagens de Huehuetenango. Neste departamento, há um mirante que leva seu nome, onde o poeta ia para se inspirar, vendo a cadeia montanhosa, assim como os vulcões Tacaná, Santa María, Atitlán e outros.

## Obra
- A la Memoria del Retratista Don Francisco Cabrera.
- Treinta y Nueve Años.
- A Mi Hermano Manuel.
- A Mi Hija María Muerta al Nacer.
- Oda a la Independencia.
- La Lucernita y el Sapo.
- El Verano de Guatemala.
- Chinautla.
- El Cuento de Juanita.
- A los Cuchumatanes.